# 薩克森哈根奧厄河

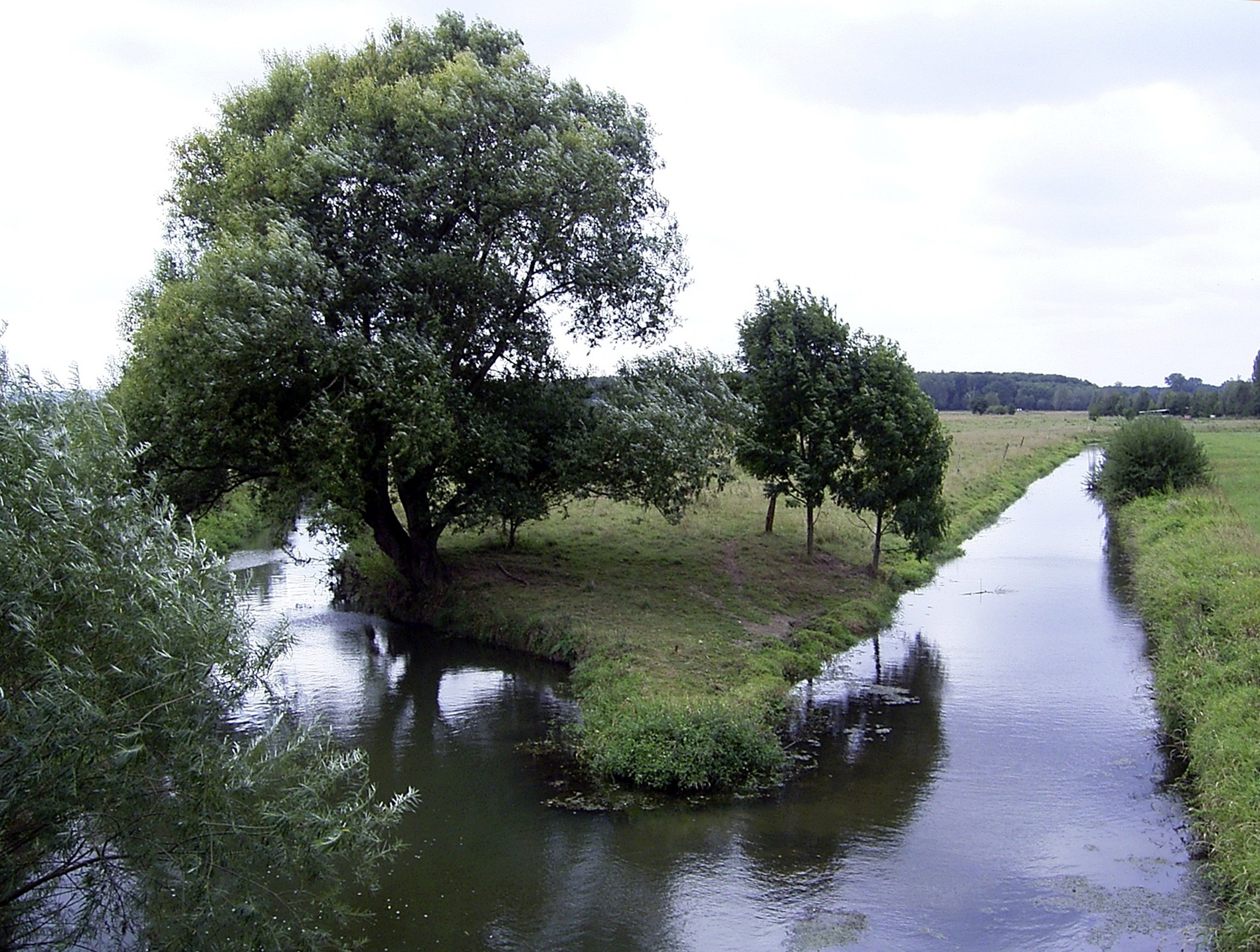

52°24′22″N 9°19′22″E / 52.406018°N 9.322736°E
薩克森哈根奧厄河（德語：Sachsenhäger Aue），是德國的河流，位於該國西北部，由下薩克森州負責管轄，屬於西奧厄河的支流，河道全長7.5公里，流域面積78平方公里，河口處在奥哈根附近。